# Kalle Storm
Kalle Storm är från början namnet på en visa med svensk text av Arne i Bora, ursprungligen skriven av A.P. Carter och framförd av The Carter Family. Originalversionen heter "Jimmie Brown the Newsboy" och handlar om en tidningsförsäljare, Arne i Bora ändrade detta till en fiskhandlare med anspelning på fiskarnäringen i hans hemtrakter.
Kalle Storm är också namnet på den musikgrupp från Öckerö som spelade visor av just Arne i Bora. Gruppen Kalle Storm bestod av Thomas Utbult, Leif Pedersen, Malte Krook och Martin Corneliusson. 

## Diskografi
- Kalle Storm sjunger Arne i Bora (1995)[1]